# Getto w Bácsalmás
Getto w Bácsalmás – getto żydowskie zlokalizowane w Bácsalmás, istniejące od kwietnia 1944 do końca czerwca 1944.
Według ostatniego spisu ludności przed Holokaustem wykonanym w 1941, w Bácsalmás mieszkało 186 Żydów. W kwietniu 1944 władze miejscowości postanowiły przekształcić miejscowy młyn na getto. W połowie maja 1944 niemieccy SS-mani zastąpili węgierskich żandarmów w nadzorze getta. Do getta została przywieziona ludność żydowska z okolic Bácsalmás, z obozu internowania Topolya i z okręgów Bácsalmás, Baja, Jánoshalma, Topolya i Szabadka. 26 czerwca 1944 getto zamieszkiwało około 3000 osób. Od 25 czerwca do 28 czerwca 1944 trwała akcja opróżniania getta, większość Żydów została przeniesiona do Auschwitz-Birkenau, a mniejsza grupa do Strasshof.